# Cauchy-Zahl
Die Cauchy-Zahl {\displaystyle \mathrm {Ca} } (nach Augustin Louis Cauchy) gehört zu den Kennzahlen der Physik mit der Einheit Eins. Sie gibt das Verhältnis der Trägheitskräfte {\displaystyle F_{\text{träg}}} zu den elastischen Kräften {\displaystyle F_{\text{el}}} in festen Körpern an:
{\displaystyle \mathrm {Ca} ={\frac {F_{\text{träg}}}{F_{\text{el}}}}={\frac {\rho \cdot (\omega \,l)^{2}}{E}}}
wobei 
- {\displaystyle \rho } die Dichte,
- {\displaystyle \omega } die Kreisfrequenz,
- {\displaystyle l} die charakteristische Länge und
- {\displaystyle E} der Elastizitätsmodul bedeuten.

Die Cauchy-Zahl wird bei der Untersuchung elastischer Schwingungsvorgänge benutzt. Weiterhin findet sie Einsatz in der Ähnlichkeitstheorie: zwei Vorgänge, die hauptsächlich unter Trägheits- und elastischen Kräften stattfinden, sind mechanisch ähnlich, wenn ihre Cauchy-Zahlen übereinstimmen.